# Élections régionales de 2018 en Hesse
Les élections régionales de 2018 en Hesse (en allemand : Landtagswahl im Hessen 2018) se tiennent le 28 octobre 2018, afin d'élire les 110 députés de la 20e législature du Landtag, pour un mandat de cinq ans. Du fait des résultats et de la loi électorale, 137 députés sont finalement élus.
Le scrutin est marqué par de très importantes pertes pour la CDU au pouvoir et le SPD, alors premier parti d'opposition, mais allié de la CDU au gouvernement fédéral. Le désaveu des électeurs envers ces deux formations, qui s'ajoute à celui quinze jours plus tôt en Bavière, pousse la chancelière Angela Merkel a annoncer son futur retrait de la vie politique. Partenaires de la coalition gouvernementale depuis cinq ans, les Grünen prennent de très peu la deuxième place tandis que l'AfD entre dans le dernier Parlement allemand où elle ne siégeait pas encore. Près de trois mois après la tenue des élections, le ministre-président Volker Bouffier est reconduit à la tête d'une nouvelle coalition noire-verte.

## Contexte
Lors des élections régionales du 22 septembre 2013, l'Union chrétienne-démocrate d'Allemagne (CDU), emmenée par le ministre-président Volker Bouffier et au pouvoir depuis 15 ans, se maintient comme première force politique de la Hesse. Avec 38,3 % des suffrages exprimés, elle enregistre même une légère progression et fait élire 47 députés sur 110. Deuxième, le Parti social-démocrate d'Allemagne (SPD) de Thorsten Schäfer-Gümbel obtient 30,3 % des voix, opérant un redressement de sept points, et envoie 37 élus au Landtag.
La troisième place revient à l'Alliance 90 / Les Verts (Grünen), qui remporte 11,1 % des suffrages et 14 sièges, mais perd tout de même près de trois points. Elle devance Die Linke, qui assure le maintien de sa représentation parlementaire avec 5,2 % des suffrages, soit six députés. La gauche radicale se place ainsi devant le Parti libéral-démocrate (FDP), qui sauve de justesse sa place au Landtag, totalisant six élus avec 5 % des voix, soit une dégringolade de 11 points. Il est suivi du nouveau parti anti-euro, l'Alternative pour l'Allemagne (AfD), qui réalise un score de 4,1 % des exprimés.
Le même jour se tiennent les élections fédérales. Bien que les résultats diffèrent, l'ordre des forces politiques en Hesse reste quasiment identique. Ainsi, la CDU remporte 39,2 % des voix, ce qui la place devant le SPD qui en obtient 28,8 %. Troisième, les Grünen comptent 9,9 % des suffrages, la Linke les suivant avec 6 %. Enfin, le FDP et l'AfD sont à égalité avec 5,6 %, mais ces derniers devancent les libéraux d'environ 1 000 bulletins de vote.
La « coalition noire-jaune » entre la CDU et le FDP formée en 2009 perd donc sa confortable majorité absolue avec 53 parlementaires au total. Le SPD, les Grünen et Die Linke entament des discussions exploratoires pour constituer une « coalition rouge-rouge-verte » mais celles-ci échouent, tout comme celles entreprises dans l'optique d'une « grande coalition ». Finalement, chrétiens-démocrates et écologistes s'entendent et forment en janvier 2014 une « coalition noire-verte » disposant de la majorité minimale.
Les élections fédérales du 24 septembre 2017 changent la donne électorale dans le Land. Bien qu'ils soient toujours premiers, les chrétiens-démocrates refluent nettement à 30,9 %. Les sociaux-démocrates, deuxièmes, subissent le même sort dans des proportions moindres avec 23,5 %. Ce double mouvement de recul profite d'abord aux nationalistes qui remportent 11,9 %, puis aux libéraux qui atteignent 11,6 %. Les écologistes sont ainsi relégués en cinquième position avec 9,7 %, devant la gauche radicale qui progresse à 8,1 %.

## Mode de scrutin
Le Landtag est constitué de 110 députés (en allemand : Mitglied des Landtags, MdL), élus pour une législature de cinq ans au suffrage universel direct et suivant le scrutin proportionnel de Hare.
Chaque électeur dispose de deux voix : la première (en allemand : Wahlkreisstimme) lui permet de voter pour un candidat de sa circonscription selon les modalités du scrutin uninominal majoritaire à un tour, le Land comptant un total de 55 circonscriptions ; la seconde voix (en allemand : Landesstimme) lui permet de voter en faveur d'une liste de candidats présentée par un parti au niveau du Land.
Lors du dépouillement, l'intégralité des 110 sièges est répartie à la proportionnelle sur la base des secondes voix uniquement, à condition qu'un parti ait remporté 5 % des voix au niveau du Land. Si un parti a remporté des mandats au scrutin uninominal, ses sièges sont d'abord pourvus par ceux-ci.
Dans le cas où un parti obtient plus de mandats au scrutin uninominal que la proportionnelle ne lui en attribue, la taille du Landtag est augmentée jusqu'à rétablir la proportionnalité.

## Campagne

### Principaux partis
| Parti | Parti                                                                              | Idéologie                                                                   | Chef de file                                                                      | Résultat en 2013           |
| ----- | ---------------------------------------------------------------------------------- | --------------------------------------------------------------------------- | --------------------------------------------------------------------------------- | -------------------------- |
|       | Union chrétienne-démocrate d'Allemagne Christlich Demokratische Union Deutschlands | Centre droit Démocratie chrétienne, libéral-conservatisme                   | Volker Bouffier (Ministre-président)                                              | 38,3 % des voix 47 députés |
|       | Parti social-démocrate d'Allemagne Sozialdemokratische Partei Deutschlands         | Centre gauche Social-démocratie, troisième voie, progressisme               | Thorsten Schäfer-Gümbel                                                           | 30,7 % des voix 37 députés |
|       | Alliance 90 / Les Verts Bündnis 90/Die Grünen                                      | Centre gauche Écologie politique, progressisme                              | Priska Hinz (Ministre de l'Environnement) Tarek Al-Wazir (Ministre de l'Économie) | 11,1 % des voix 14 députés |
|       | Die Linke                                                                          | Extrême gauche à gauche Socialisme démocratique, anticapitalisme, populisme | Janine Wissler et Jan Schalauske                                                  | 5,2 % des voix 6 députés   |
|       | Parti libéral-démocrate Freie Demokratische Partei                                 | Centre à centre droit Libéralisme, libéralisme économique                   | René Rock                                                                         | 5 % des voix 6 députés     |
|       | Alternative pour l'Allemagne Alternative für Deutschland                           | Droite à extrême droite Euroscepticisme, national-conservatisme, populisme  | Rainer Rahn                                                                       | 4,1 % des voix 0 député    |

### Sondages
Pour des raisons techniques, il est temporairement impossible d'afficher le graphique qui aurait dû être présenté ici.

| Institut                | Date       | CDU  | SPD  | Verts | FDP | Linke | AfD  |
| ----------------------- | ---------- | ---- | ---- | ----- | --- | ----- | ---- |
| Institut                | Date       |      |      |       |     |       |      |
| FGW                     | 23/10/2018 | 28 % | 20 % | 20 %  | 8 % | 8 %   | 12 % |
| INSA                    | 23/10/2018 | 26 % | 21 % | 21 %  | 7 % | 8 %   | 13 % |
| Infratest dimap         | 18/10/2018 | 26 % | 21 % | 20 %  | 9 % | 8 %   | 12 % |
| Forschungsgruppe Wahlen | 18/10/2018 | 26 % | 20 % | 22 %  | 8 % | 8 %   | 12 % |
| Forschungsgruppe Wahlen | 03/10/2018 | 29 % | 23 % | 18 %  | 6 % | 8 %   | 13 % |
| Infratest dimap         | 24/09/2018 | 28 % | 23 % | 17 %  | 7 % | 8 %   | 14 % |
| Forschungsgruppe Wahlen | 21/09/2018 | 32 % | 25 % | 13 %  | 6 % | 8 %   | 11 % |
| INSA                    | 07/09/2018 | 29 % | 24 % | 14 %  | 7 % | 8 %   | 14 % |
| Infratest dimap         | 21/06/2018 | 31 % | 22 % | 14 %  | 7 % | 7 %   | 15 % |
| Forschungsgruppe Wahlen | 12/06/2018 | 31 % | 25 % | 13 %  | 8 % | 8 %   | 11 % |
| INSA                    | 17/05/2018 | 33 % | 24 % | 13 %  | 7 % | 8 %   | 11 % |
| FW                      | 22/03/2018 | 31 % | 26 % | 13 %  | 7 % | 8 %   | 10 % |
| Allensbach              | 02/03/2018 | 31 % | 26 % | 12 %  | 9 % | 7 %   | 11 % |
| Forsa                   | 25/02/2018 | 33 % | 23 % | 14 %  | 8 % | 7 %   | 10 % |
| Infratest dimap         | 19/01/2018 | 31 % | 25 % | 13 %  | 8 % | 8 %   | 12 % |
| Infratest dimap         | 12/01/2017 | 32 % | 24 % | 14 %  | 6 % | 8 %   | 14 % |
| dimap                   | 24/08/2016 | 36 % | 27 % | 13 %  | 4 % | 6 %   | 9 %  |
| Forsa                   | 18/04/2016 | 33 % | 27 % | 11 %  | 7 % | 6 %   | 10 % |
| Infratest dimap         | 20/01/2016 | 34 % | 26 % | 11 %  | 5 % | 8 %   | 12 % |

## Résultats

### Voix et sièges
|                          |                                                    |                                                    |                  |                  |                  |                  |           |       |        |              |               |
| Partis                   | Partis                                             | Partis                                             | Circonscriptions | Circonscriptions | Circonscriptions | Circonscriptions | Liste     | Liste | Liste  | Total sièges | +/-           |
| Partis                   | Partis                                             | Partis                                             | Votes            | %                | Sièges           | +/−              | Votes     | %     | Sièges | Total sièges | +/-           |
|                          | Union chrétienne-démocrate d'Allemagne (CDU)       | Union chrétienne-démocrate d'Allemagne (CDU)       | 843 068          | 29,34            | 40               | 1                | 776 910   | 26,96 | 0      | 40           | 7             |
|                          | Alliance 90 / Les Verts (Grünen)                   | Alliance 90 / Les Verts (Grünen)                   | 517 904          | 18,03            | 5                | 5                | 570 512   | 19,80 | 24     | 29           | 15            |
|                          | Parti social-démocrate d'Allemagne (SPD)           | Parti social-démocrate d'Allemagne (SPD)           | 670 637          | 23,34            | 10               | 4                | 570 446   | 19,80 | 19     | 29           | 8             |
|                          | Alternative pour l'Allemagne (AfD)                 | Alternative pour l'Allemagne (AfD)                 | 362 210          | 12,61            | 0                | en stagnation    | 378 692   | 13,14 | 19     | 19           | en stagnation |
|                          | Parti libéral-démocrate (FDP)                      | Parti libéral-démocrate (FDP)                      | 205 384          | 7,15             | 0                | en stagnation    | 215 946   | 7,49  | 11     | 11           | 5             |
|                          | Die Linke (Linke)                                  | Die Linke (Linke)                                  | 164 535          | 5,73             | 0                | en stagnation    | 181 263   | 6,29  | 9      | 9            | 3             |
|                          | Électeurs libres (FW)                              | Électeurs libres (FW)                              | 88 122           | 3,07             | 0                | en stagnation    | 85 465    | 2,97  | 0      | 0            | en stagnation |
|                          | Parti de protection des animaux (Tierschutzpartei) | Parti de protection des animaux (Tierschutzpartei) | 471              | 0,02             | 0                | en stagnation    | 28 095    | 0,98  | 0      | 0            | en stagnation |
|                          | Die PARTEI (PARTEI)                                | Die PARTEI (PARTEI)                                | 12 007           | 0,42             | 0                | en stagnation    | 18 334    | 0,64  | 0      | 0            | en stagnation |
|                          | Parti des pirates (PIRATEN)                        | Parti des pirates (PIRATEN)                        | 3 818            | 0,13             | 0                | en stagnation    | 11 617    | 0,40  | 0      | 0            | en stagnation |
|                          | Parti écologiste-démocrate (ÖDP)                   | Parti écologiste-démocrate (ÖDP)                   | 3 232            | 0,11             | 0                | en stagnation    | 7 539     | 0,26  | 0      | 0            | en stagnation |
|                          | Parti national-démocrate d'Allemagne (NPD)         | Parti national-démocrate d'Allemagne (NPD)         |                  |                  |                  |                  | 6 173     | 0,21  | 0      | 0            | en stagnation |
|                          | Autres                                             | Autres                                             | 1 682            | 0,06             | 0                | en stagnation    | 30 269    | 1,05  | 0      | 0            | en stagnation |
|                          |                                                    |                                                    |                  |                  |                  |                  |           |       |        |              |               |
| Votes valides            | Votes valides                                      | Votes valides                                      | 2 873 070        | 97,63            |                  |                  | 2 881 261 | 97,91 |        |              |               |
| Votes blancs et nuls     | Votes blancs et nuls                               | Votes blancs et nuls                               | 69 776           | 2,37             | 61 585           | 2,09             |           |       |        |              |               |
| Total                    | Total                                              | Total                                              | 2 942 846        | 100              | 55               | en stagnation    | 2 942 846 | 100   | 82     | 137          | 27            |
| Abstentions              | Abstentions                                        | Abstentions                                        | 1 429 942        | 32,70            |                  |                  | 1 429 942 | 32,70 |        |              |               |
| Inscrits / participation | Inscrits / participation                           | Inscrits / participation                           | 4 372 788        | 67,30            | 4 372 788        | 67,30            |           |       |        |              |               |

### Analyse sociologique
| Catégorie                      | CDU  | Grünen | SPD  | AfD  | FDP  | Linke |
| ------------------------------ | ---- | ------ | ---- | ---- | ---- | ----- |
| Catégorie                      |      |        |      |      |      |       |
| Sexe                           |      |        |      |      |      |       |
| Hommes                         | 26 % | 17 %   | 19 % | 17 % | 8 %  | 7 %   |
| Femmes                         | 27 % | 23 %   | 20 % | 9 %  | 7 %  | 6 %   |
| Âge                            |      |        |      |      |      |       |
| Moins de 30 ans                | 18 % | 25 %   | 14 % | 10 % | 10 % | 10 %  |
| 30-44 ans                      | 23 % | 22 %   | 16 % | 15 % | 8 %  | 7 %   |
| 45-59 ans                      | 25 % | 23 %   | 18 % | 15 % | 7 %  | 6 %   |
| Plus de 60 ans                 | 35 % | 14 %   | 27 % | 11 % | 7 %  | 5 %   |
| Statut                         |      |        |      |      |      |       |
| Ouvrier                        | 23 % | 11 %   | 23 % | 22 % | 6 %  | 6 %   |
| Employé                        | 27 % | 22 %   | 19 % | 11 % | 8 %  | 6 %   |
| Fonctionnaire                  | 28 % | 21 %   | 25 % | 12 % | 7 %  | 5 %   |
| Indépendant                    | 33 % | 20 %   | 12 % | 13 % | 13 % | 6 %   |
| Études                         |      |        |      |      |      |       |
| Hauptschulabschluss            | 32 % | 9 %    | 29 % | 16 % | 6 %  | 4 %   |
| Mittlere Reife                 | 28 % | 15 %   | 20 % | 17 % | 7 %  | 5 %   |
| Abitur (baccalauréat)          | 23 % | 26 %   | 16 % | 11 % | 7 %  | 9 %   |
| Hochschulabschluss (supérieur) | 25 % | 28 %   | 18 % | 8 %  | 8 %  | 8 %   |

### Conséquences
L'élection a des conséquences immédiates au niveau fédéral. La défaite relative subie par la CDU et le SPD, tous deux partenaires de coalition au gouvernement fédéral de la chancelière chrétienne-démocrate Angela Merkel, intervient peu après le revers infligé à la CSU et au SPD en Bavière deux semaines plus tôt. En conséquence, le 29 octobre suivant, Angela Merkel annonce son prochain retrait de la vie politique à l'achèvement du mandat en cours du Bundestag, en 2021, ainsi que sa démission dès décembre 2018 de la présidence de la CDU, après dix-huit ans passés à sa tête.
Une semaine après la tenue du scrutin, le FDP indique se préparer à siéger dans l'opposition et refuser ainsi de constituer une coalition en feu tricolore avec les Grünen et le SPD, ou une coalition jamaïcaine avec la CDU et les Grünen. Cette décision renforce la probabilité d'une réédition de la coalition noire-verte déjà au pouvoir, les écologistes soulignant que « nous avons eu un modus vivendi raisonnable pendant cinq ans et nous pouvons gérer la suite ».